# Anastàsia (pel·lícula de 1997)
Anastàsia és una pel·lícula estatunidenca d'animació de 1997, dirigida per Don Bluth i Gary Goldman. Basada en la producció de 1956 del mateix nom, d'Anatole Litvak. Nominada a dos premis Oscar, i un premi Globus d'Or, a més de guanyar vuit premis més i tres nominacions. La pel·lícula ha estat criticada per la seva falta de rigor històric buscant una forta propaganda anticomunista.
Com moltes de les pel·lícules de la 20th Century Fox(que ara pertany a Disney), Anastàsia va tenir el nom provisional de "El Tren". Ha estat doblada al català.
La història de la pel·lícula es desenvolupa al món real al començament del segle XX i com a personatge principal Anastasia de Rússia, hereva de la Dinastia Romànov, de la qual l'últim representant, Nicolau II de Rússia, és executat en la revolució de 1917. El guió s'inspira lliurement en la llegenda que ha corregut al voltant de la possible supervivència d'Anastasia després de l'execució de la família Romanov. A la pel·lícula, Anastasia sobreviu la revolució de 1917, però ha de fer de cara a l'odi del vell enemic dels Romanov, Grigori Rasputin, presentat com un bruixot malèfic.

## Argument
El 1916 esclata la revolució russa. Un dels starets de la família imperial de Rússia, el famós Rasputin, llança un sortilegi sobre els Romànov: tota la família ha de morir. En plena nit, mentre els revolucionaris són davant les reixes del Palau d'Hivern, els servidors desperten els Romànov -que ni tan sols es vesteixen- quan els revolucionaris prenen per assalt el palau. Mentre la família i els criats es precipiten cap a la sortida del palau, Anastàsia, agafada de la mà de la seva àvia, l'emperadriu Maria Fedorovna, desfà el camí per anar a buscar la seva capsa de música (regal de la seva àvia) a la seva habitació. Una vegada arribades a la cambra d'Anastàsia, les dues Romànov senten trets. En el mateix moment, el jove servidor Dimitri obre un pas secret i hi fa entrar Anastàsia i la seva àvia, però la capsa de música cau de les mans de la petita. Dimitri la recupera i tanca el pas un segon abans que els revolucionaris entrin a la cambra, on es desmaiarà tot seguit a causa d'un cop d'un d'ells.
Després d'haver sortit del palau, Anastàsia i la seva àvia corren sobre un riu dissimulat sota el gel, la pel·lícula molt fina del qual es clivella per moments. Rasputin salta d'un pont i agafa Anastàsia pel turmell. Aquesta aconsegueix alliberar-se'n amb un gest brusc, ajudada per la seva àvia que la treu del seu costat. El gel s'esquerda sota el pes de Rasputin que s'ofega llavors en l'aigua glacial. Anastàsia i la seva àvia es precipiten cap a l'estació on intenten pujar a un tren, ja en marxa. Diverses mans s'allarguen cap als dos membres de la família imperial i com Maria és més ràpida, arriba justa a pujar. Maria i altres passatgers estiren les seves mans cap a Anastàsia, que corre sempre darrere el tren que accelera. Anastàsia aconsegueix agafar la mà de la seva àvia, que li diu que s'agafi, però uns segons més tard, Anastàsia es deixa anar, cau sobre l'andana donant-se un cop i es desmaia, mentre que la seva àvia xiscla de desesperació.
Recollida per un orfenat, la princesa s'ha convertit en una jove que ha oblidat del tot els seus orígens imperials. És tanmateix localitzat per dos estafadors, Dimitri (l'antic servidor que va salvar-la) i Vladimir (també un antic servidor dels tsars, que pensen fer-la passar per l'últim dels Romànov per rebre la recompensa que promet l'emperadriu Maria a qui trobi la seva neta. La convencen de la naturalesa imperial dels seus orígens i li proposen portar-la a París on s'ha refugiat l'emperadriu.

## Repartiment
(veus originals)
- Meg Ryan: Anastasia
- Liz Callaway: Anastasia (cant)
- Kirsten Dunst: Jove Anastasia
- Lacey Chabert: Jove Anastasia (cant)
- John Cusack: Dimitri
- Glenn Walker Harris, Jr.: Jove Dimitri
- Christopher Lloyd: Rasputin
- Jim Cummings: Rasputin (cant)
- Kelsey Grammer: Vladimir
- Hank Azaria: Bartok
- Angela Lansbury: Emperadriu vídua Marie
- Bernadette Peters: Sophie

## Banda original

### Pistes de la banda original de la pel·lícula
La banda original de la pel·lícula surt l'octubre de 1997 en cassete i en CD.
1. A Rumor in St. Petersburg – 3:25
2. Journey to the Past (Liz Callaway) – 2:55
3. Once Upon a December (Liz Callaway) – 2:48
4. In the Dark of the Night (Jim Cummings) – 3:21
5. Learn to Do It (Kelsey Grammer, Liz Callaway, Jonathan Dokuchitz) – 2:36
6. Learn to Do It [Waltz Reprise] (Kelsey Grammer) – 1:45
7. Paris Holds the Key (To Your Heart) (Bernadette Peters, Jonathan Dokuchitz) – 3:02
8. At the Beginning (Donna Lewis and Richard Marx) – 3:40
9. Journey to the Past (Aaliyah) – 4:04
10. Once Upon a December (Deana Carter) – 3:34
11. Prologue (David Newman) – 6:23
12. Speaking of Sophie (David Newman)– 2:36
13. The Nightmare (David Newman) – 3:05
14. Kidnap and Reunion (David Newman) – 4:29
15. Reminiscing with Grandma (David Newman) – 3:17
16. Finale (David Newman) – 2:59
17. Viaje Tiempo Atrás (Thalía) – 3:07

## Detalls de producció
Els dibuixos de la pel·lícula es van pintar tant a mà com amb el programari de producció de pel·lícules d'animació tradicional Toonz. Va ser una de les primeres pel·lícules d'animació d'alt pressupost en fer serir aquest tipus de programes, junt amb La princesa Mononoke.

## Pel·lícula derivada
Una pel·lícula derivada Bartok the Magnificent, té com a personatge principal el ratpenat Bartok, i és dirigida pels mateixos directors (Don Bluth i Gary Goldman) i surt directament en vídeo el 1999.

## Premis i nominacions

### Nominacions
- 1998. Oscar a la millor banda sonora per Stephen Flaherty, Lynn Ahrens i David Newman
- 1998. Oscar a la millor cançó original per Stephen Flaherty (música), Lynn Ahrens (lletra) amb "Journey To The Past"
- 1998. Globus d'Or a la millor cançó original per Stephen Flaherty (música), Lynn Ahrens (lletra) amb "Journey To The Past"
- 1998. Globus d'Or a la millor cançó original per Stephen Flaherty (música), Lynn Ahrens (lletra) amb "Once Upon A December"